# Mario del Monaco
Mario del Monaco (Florence, 27 juli 1915 – Mestre (Venetië), 16 oktober 1982) was een Italiaans operazanger (tenor).

## Biografie
Mario del Monaco kwam uit een gegoede Florentijnse familie en uit een muzikaal gezin, zijn moeder was zangeres en zijn vader muziekcriticus. Hierdoor verhuisde het gezin regelmatig, eerst woonden ze deels in Cremona, later in Tripoli (Libië) en daarna in Rossini's geboortestad Pesaro, waar Mario bij Arturo Melocchi aan het Conservatorio Rossini studeerde.
Op 21 juni 1941 trouwde hij met de voormalige zanglerares Rina Filippini, met wie hij twee zonen kreeg, Giancarlo (tegenwoordig een van de bekendste operaregisseurs ter wereld) en Claudio.
In 1940 debuteerde Del Monaco in Cagli en in 1945 in de Scala van Milaan. Van daaruit kreeg hij internationale roem, vooral met rollen in opera's van Puccini en Verdi. Zijn debuut in de Metropolitan Opera in New York vond plaats in 1950.
In de jaren 50 behoorde hij, naast de lyrische tenor Giuseppe Di Stefano en later Franco Corelli, tot de absolute top van de tenor-supersterren. Men zag hem samen met Renata Tebaldi als het ideale opera-droompaar. Tijdens deze periode was hij ook veelvuldig voor opnames in platenstudio's aanwezig.
In 1963 moest hij ten gevolge van een zwaar ongeluk zijn carrière een jaar onderbreken.
In 1975 beëindigde de tenor zijn carrière voorgoed. Hij stierf slechts zeven jaar later op 67-jarige leeftijd. Op zijn wens werd hij in zijn Otello-kostuum begraven.

## Oeuvre (selectie)
- Aida (Verdi)
- Andrea Chénier (Giordano)
- Carmen (Bizet)
- Cavalleria Rusticana (Mascagni)
- Ernani (Verdi)
- I Pagliacci (Leoncavallo)
- La Fanciulla del West (Puccini)
- La forza del destino (Verdi)
- Lohengrin (Wagner)
- Manon Lescaut (Puccini)
- Norma (Bellini)
- Otello (Verdi)
- Samson et Dalila (Saint-Saëns)
- Turandot (Puccini)